# Robert F. Williams
Robert Franklin Williams (26 de fevereiro de 1925 — 15 de outubro de 1996) foi um líder do movimento por direitos civis e autor estadunidense mais conhecido por ter sido presidente do comitê da NAACP em Monroe, Carolina do Norte, entre os anos 1950 e 1961. Ele conseguiu integrar a biblioteca e a piscina pública locais em Monroe. Em um momento de alta tensão racial e abusos oficiais, Williams promoveu a autodefesa negra armada nos Estados Unidos. Além disso, ajudou a obter apoio para perdão governamental em 1959 para dois jovens garotos afro-americanos que haviam recebido longas sentenças reformatórias no que ficou conhecido como o Caso do Beijo de 1958 (os garotos foram condenados por estupro por terem sido beijados na bochecha por uma menina branca), o que gerou atenção nacional e internacional e críticas ao Estado.
Williams obteve um comitê da Associação Nacional de Rifles e montou um clube de tiro para defender os negros em Jonesboro da Ku Klux Klan ou outros agressores. O comitê local da NAACP apoiou os Viajantes da Liberdade que viajaram para Monroe no verão de 1961 em um teste de integração de ônibus interestaduais. Em agosto de 1961, ele e sua esposa deixaram os EUA para evitar acusações estaduais de sequestro relacionadas a ações durante a violência que se seguiu após os Viajantes chegarem em Monroe. Essas acusações foram retiradas pelo estados quando seu julgamento foi aberto em 1975, após seu retorno. Williams se identificava como nacionalista negro e morou tanto em Cuba quanto na República Popular da China durante seu exílio entre 1961 e 1969.
O livro de Williams Negroes with Guns (1962) foi reimpresso várias vezes, mais recentemente em 2013. Ele detalha sua experiência com o racismo violento e seu desentendimento com a ala não violenta do Movimento pelos Direitos Civis. O texto foi muito influente; o fundador do Partido dos Panteras Negras, Huey Newton citou-o como uma grande inspiração.

## Primeiros anos
Robert Franklin Williams nasceu em Monroe, Carolina do Norte, em 26 de fevereiro de 1925, filho de Emma Carter e John L. Williams, que trabalhava como lavador de caldeiras ferroviárias. Ele tinha duas irmãs, Lorraine Garlington e Jessie Link; e dois irmãos, John H. Williams e Edward S. Williams. Williams ganhou o fuzil de seu avô, dado por sua vó, uma ex-escrava. Seu avô fora apoiador do Partido Republicano e editor do jornal The People's Voice durante os anos difíceis após a Reconstrução na Carolina do Norte. Aos 11 anos, Williams testemunhou uma mulher negra ser espancada e arrastada por um policial, Jesse Helms, Sr. Helms Sr., mais tarde o chefe da polícia, era o pai do futuro senador Jesse Helms.
Quando jovem Williams foi parte da Grande Migração, viajando para o norte para trabalhar nas indústrias durante a II Guerra. Ele testemunhou revoltas raciais em Detroit em 1943 motivadas por concorrência no mercado de trabalho entre brancos e negros. Alistado em 1944, serviu durante um ano e meio como soldado raso na então segregada Marinha antes de retornar para casa em Monroe.

## Casamento e família
Em 1947, Williams se casou com Mabel Ola Robinson, ativista dos direitos civis, então com 16 anos. Eles tiveram três filhos chamados John C. Williams, Robert F. Williams, Jr., and Franklin H. Williams.

## Atividade no movimento pelos direitos civis
Após voltar para Monroe em 1945 após servir na Marinha, Williams entrou para o comitê local da Associação Nacional para o Progresso de Pessoas de Cor (NAACP), querendo mudar a cidade segregada para proteger os direitos civis dos negros. O comitê não tinha sido muito ativo e estava perdendo membros. Williams foi eleito presidente e Dr. Albert E. Perry vice-presidente; os dois geraram nova energia no grupo durante a década de 1950. 
Primeiro eles trabalharam para integrar a biblioteca pública. Após obterem sucesso, em 1957, Williams também liderou os esforços para integrar as piscinas públicas, que eram financiadas e operadas com o dinheiro do contribuinte. Ele fez os seguidores formarem linhas de piquete ao redor da piscina. Os membros da NAACP organizaram manifestações pacíficas, mas os opositores atiraram em sua direção. Ninguém foi preso ou punido, apesar de policiais estarem presentes. Naquela época, Monroe tinha um grande comitê da Ku Klux Klan. A imprensa estimou que ele tinha 7.500 membros, quando a cidade tinha um total de 12.000 habitantes.

### Guarda Negra Armada
Alarmado com a ameaça aos ativistas, Williams pediu à Associação Nacional de Rifles uma escritura para um clube de tiro local. Ele chamou o comitê da ANR em Monroe de Guarda Negra Armada; era formado por cerca de 50–60 homens, incluindo alguns veteranos de guerra como ele. Eles estavam determinados a defender a comunidade negra local de ataques racistas, um objetivo semelhante ao dos Diáconos para a Defesa que formaram comitês na Luisiana, Mississippi e Alabama entre 1964 e 1965.
Newton era a área residencial negra de Monroe. No verão de 1957, houve rumores de que o KKK ia atacar a casa do Dr. Albert Perry, um médico praticante e vice-presidente do NAACP em Monroe. Williams e seus homens da Guarda Armada foram para a casa de Perry para defendê-la, fortificando-a com sacos de areia. Quando vários membros do Klan apareceram e atiraram dos seus carros, Williams e seus seguidores devolveram os tiros, afastando-os.
Após esse confronto, as mesmas autoridades da cidade que disseram que o Klan tinha o direito constitucional de se organizar, se reuniram em uma seção de emergência e aprovaram uma lei municipal banindo o Klan de Monroe sem uma permissão especial do chefe de polícia.
Williams insistiu que sua posição era defensiva, em vez de ser uma declaração de guerra. Ele contou com vários veteranos de guerra negros da área, assim como apoio financeiro de diversas partes do país. No Harlem, particularmente, campanhas de arrecadação de recursos foram realizadas frequentemente e os rendimentos dedicados à compra de armas de fogo para Williams e seus seguidores. Ele chamava isso de "autossuficiência armada" diante do terrorismo branco. Ameaças contra a vida de Williams e sua vida se tornaram frequentes.
Décadas depois, a analista política Mary King notou que "as metáforas patriarcais dos apelos de Williams à violência em resposta à violência em nome da defesa das mulheres curiosamente ecoava a rubrica paternalista que era usada hipocritamente para justificar a violência branca." O historiador Timothy Tyson observou que ambas as militâncias não violentas e armadas eram fortemente sexistas na era do movimento pelos direitos civis: "As contestações de uma noção de masculinidade que excluía os homens negros não começaram nem pararam com os nacionalistas negros (...) os soldados de infantaria dos exércitos não violentos de Martin Luther King frequentemente carregavam cartazes que diziam: 'Eu sou um HOMEM'" Escrevendo sobre Williams, King disse que ele trabalhou dentro da lei para alcançar a justiça; ele apelou às autoridades federais para combater o racismo de Monroe.

### O caso do beijo
Em 1958, Williams, como chefe do comitê da NAACP, defendeu dois garotos negros, de sete e nove anos de idade, que foram presos em Monroe após uma menina branca beijar um dos dois. O incidente foi coberto internacionalmente e Williams se tornou conhecido através do mundo. Sua campanha de publicidade, convidando uma barragem de manchetes castigando Monroe e os EUA na imprensa global, foi fundamental para envergonhar as autoridades envolvidas. Os meninos eventualmente foram soltos. O governador da Carolina do Norte perdoou os meninos, mas o estado nunca se desculpou pela maneira como lhes tratou. A polêmica ficou conhecida na época como o caso do beijo.

### Dificuldades
Em 12 de maio de 1958, o Raleigh Eagle, um jornal da Carolina do Norte, disse que a companhia de seguros Nationwide Mutual Insurance Company estava cancelando a colisão e cobertura abrangente de Williams, a partir daquele dia. Primeiro cancelaram todos os seus seguros de automóveis, mas decidiram restabelecer sua cobertura de responsabilidade e pagamentos médicos, o suficiente para que Williams mantivesse sua licença de carro. A empresa disse que a afiliação da Williams com a NAACP não era um fator; eles notaram que "pedras foram jogadas em seu carro e casa várias vezes por pessoas dirigindo em sua rua à noite. Esses incidentes apenas nos forçaram a sair das porções abrangentes e de colisão de sua apólice".
O Raleigh Eagle disse que Williams havia dito que seis meses antes, uma caravana de 50 carros da Ku Klux Klan havia trocado tiros com um grupo de negros do lado de fora da casa do Dr. A. E. Perry, vice-presidente do comitê local da NAACP. O artigo citou o chefe de polícia A. A. Maurey como negando parte dessa história. Ele disse: "Eu sei que não houve tiroteio". Ele disse que teve vários carros de polícia acompanhando a caravana da KKK para evitar possíveis violações da lei. O artigo citou Williams: "Essas coisas aconteceram", Williams insistiu. "A polícia tenta fazer parecer que estou exagerando e tentando causar problemas. Se a polícia me diz que não estou em perigo e que eles não podem confirmar esses eventos, por que meu seguro foi cancelado?"
No ano seguinte, Williams ficou tão enfurecido com a decisão de um tribunal de Monroe de absolver dois homens brancos do crime de estuprar uma mulher negra, Mary Reid, que ele respondeu nos degraus do tribunal:
Nós não podemos confiar na lei. Não teremos justiça sob o sistema atual. Se nos sentirmos injustiçados, devemos então estar preparados para infligir justiça a essas pessoas. Já que o governo federal não vai interromper os linchamentos, e já que os supostos tribunais lincham nosso povo legalmente, se for necessário parar o linchamento com linchamento, então devemos estar dispostos a recorrer a esse método. Precisamos combater a violência com violência. O Harvard Crimson citou ele dizendo "o negro no Sul não pode esperar justiça nos tribunais. Ele precisa condenar seus agressores em flagrante. Ele precisa combater violência com violência, linchamento com linchamento." Não se sabe de onde essas citações vieram.
Esta declaração levou à suspensão de William da NAACP, que disse que ele fez declarações "violentas", acompanhadas por distorções na mídia, como o New York Times, e por Martin Luther King, entre outros ativistas não violentos, sobre o que ele disse, apesar do fato de que ele rejeitava qualquer referência ao linchamento, rejeitando a força de retaliação, também chamada de violência retaliatória, e apenas disse que os afro-americanos deveriam agir em autodefesa armada se atacados por pessoas brancas.

### Os Viajantes da Liberdade

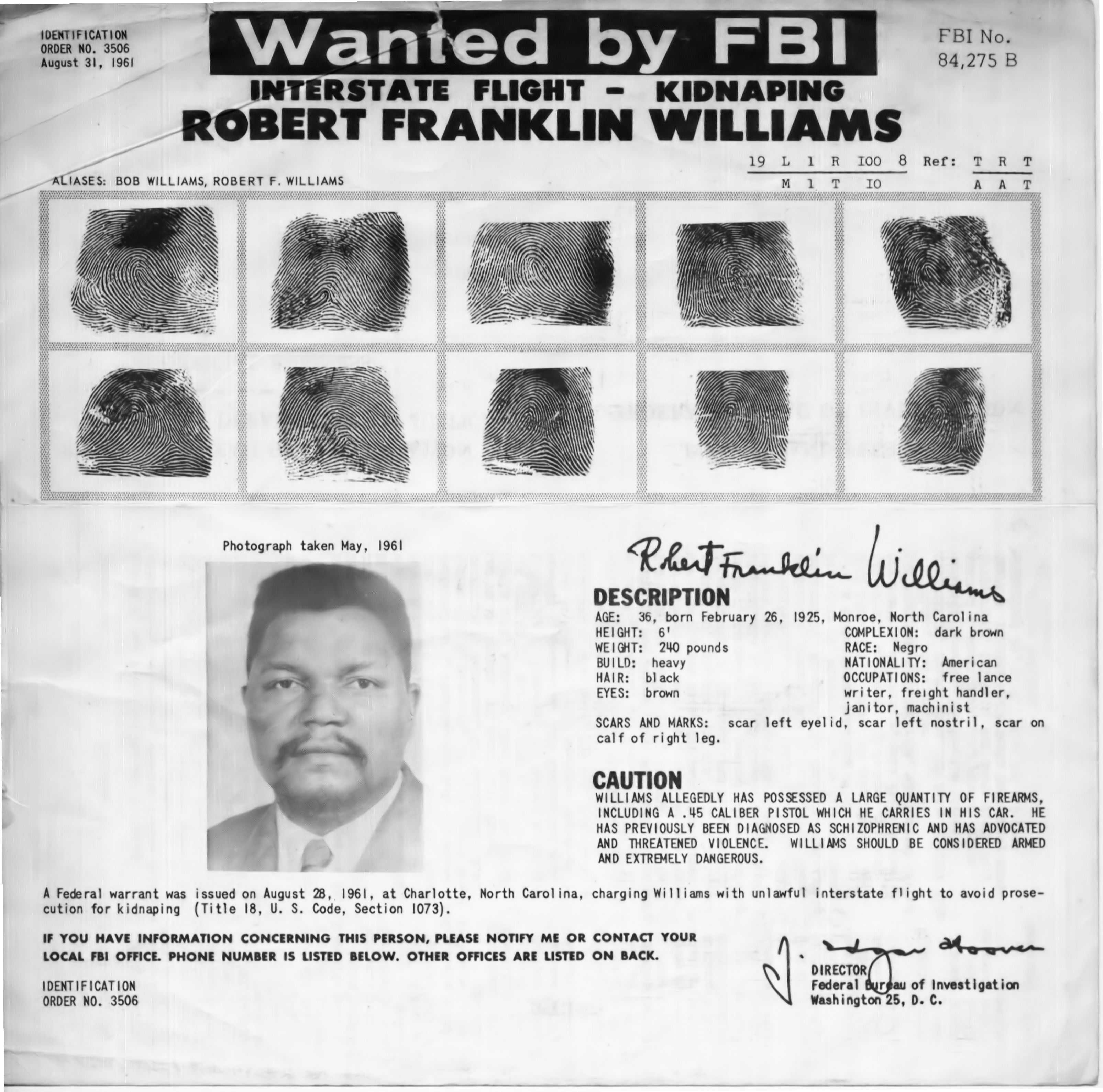
O pôster de procurados do FBI's alertava as pessoas sobre um sequestrador armado.

Quando o Congresso de Igualdade Racial enviou os Viajantes da Liberdade para Monroe em uma campanha em 1961 para integrar os ônibus interestaduais, o comitê local da NAACP serviu como sua base. Eles ficaram hospedados em Newtown, o bairro negro da cidade. Os piquetes marcharam diariamente no tribunal, submetidos a várias restrições pela polícia de Monroe, como ter que ficar a 5 metros de distância. Durante esta campanha, os Viajantes da Liberdade foram espancados por multidões violentas em Anniston e Birmingham, Alabama. 
Nessa época, um casal de brancos de uma cidade vizinha dirigiu-se para a parte negra de Monroe quando outras ruas foram fechadas por multidões por causa de protestos no tribunal do condado. Eles foram parados na rua por uma multidão furiosa. Para sua segurança, eles foram levados para a casa de Williams.
Williams inicialmente disse a eles que estavam livres para ir, mas logo percebeu que a multidão não garantiria uma passagem segura. Ele manteve o casal branco em uma casa próxima até que eles pudessem deixar o bairro em segurança. A polícia da Carolina do Norte acusou Williams de ter sequestrado o casal. Ele e sua família fugiram do estado com a polícia local em perseguição.
Em 28 de agosto de 1961, o FBI emitiu um mandado em Charlotte, na Carolina do Norte, acusando Williams de sair ilegalmente do estado para evitar processos por sequestro. O documento do FBI lista Williams como um "escritor freelancer e zelador (...) [Williams] (...) já fora diagnosticado como esquizofrênico e já fez apologia à violência (...) considerado armado e extremamente perigoso". Depois que um pôster de procurado, assinado pelo diretor J. Edgar Hoover, foi distribuído, Williams decidiu deixar o país.

## Exílio político e retorno

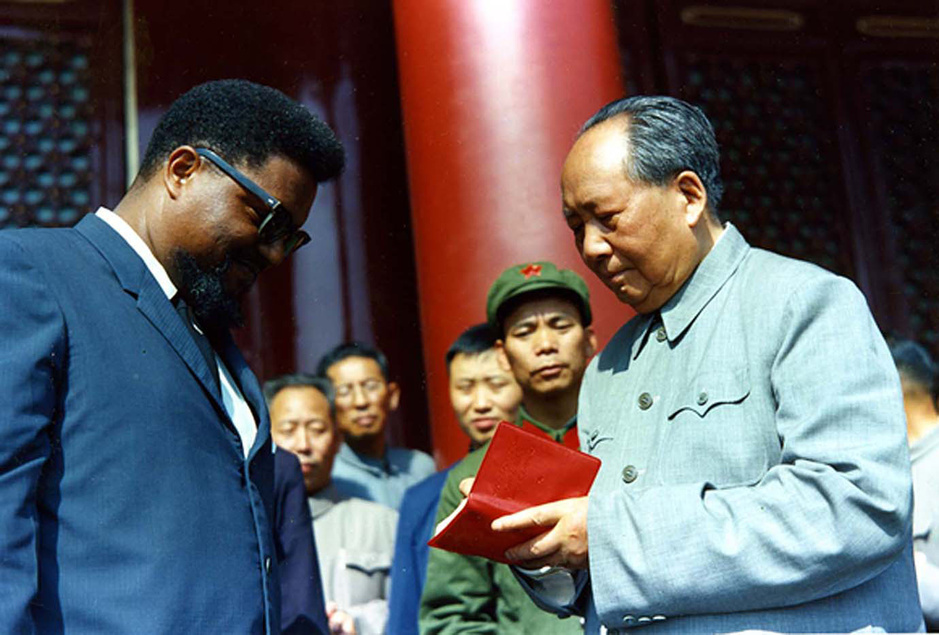
Em 1º de outubro de 1966, Robert F. Williams, líder afro-americano exilado, é fotografado recebendo um autógrafo de Mao Zedong na Praça da Paz Celestial, em Pequim. O encontro ocorreu durante a visita de Williams à China, após seu exílio político, refletindo sua busca por apoio internacional na luta pelos direitos civis dos afro-americanos nos Estados Unidos. Este momento foi emblemático no contexto das relações entre os movimentos de direitos civis nos EUA e o apoio oferecido por algumas nações comunistas. A fotografia também destaca a relevância de Mao Zedong e do Partido Comunista Chinês nas questões políticas globais durante a Guerra Fria.

Williams foi para Cuba em 1961 pelo Canadá e pelo México, onde regularmente transmitia discursos para os negros do sul em "Radio Free Dixie". Ele estabeleceu a estação com a aprovação de Fidel Castro, junto com a assistência dos cidadãos cubanos, e a operou entre 1962 e 1965.
Durante a crise dos mísseis de Cuba em 1962, Williams usou seu programa "Radio Free Dixie" para instigar os soldados negros nas forças armadas dos EUA, que estavam se preparando para uma possível invasão à Cuba, a começarem uma insurreição contra os Estados Unidos:
Enquanto estiverem armados, lembrem que essa é a sua única chance de serem livres. (...) Essa é a sua única chance de impedir que seu povo seja tratado pior do que cachorros. Nós cuidaremos da frente, Joe, mas por trás, ele nunca saberá o que o acertou. Entendeu?
Durante sua estadia, Mabel e Robert publicaram um jornal, The Crusader. Ele escreveu seu livro Negroes with Guns enquanto estava em Cuba; o livro teve uma influência significativa em Huey P. Newton, fundador do Partido dos Panteras Negras. Apesar de não estar nos Estados Unidos, em 1964, Williams foi eleito presidente do Movimento de Ação Revolucionária fundado nos EUA.
Em 1965, Williams viajou para Hanói, então capital do Vietnã do Norte. Em um discurso público, ele defendeu a violência armada contra os Estados Unidos durante a Guerra do Vietnã, parabenizou a China pela obtenção de suas próprias armas nucleares (que Williams chamou de "A Bomba da Liberdade") e mostrou sua solidariedade aos norte-vietnamitas contra o massacre militar estadunidense no país.
Alguns membros do Partido Comunista dos Estados Unidos se opunham às ações de Williams, sugerindo que elas iriam dividir a classe trabalhadora estadunidense de acordo com a raça. Em uma carta de 18 de maio de 1964 de Havana para seu advogado, Conrad Lynn, Williams escreveu:
... o Partido Comunista é abertamente contra minha posição a respeito da luta do negro. De fato, o partido mandou representantes especiais aqui para sabotar meu trabalho em prol da libertação do negro estadunidense. Eles estão importunando os cubanos para me tirar do rádio, banir o THE CRUSADER e tomar uma série de outras medidas para — como eles dizem — "diminuir o Williams" (...)

Tudo isso porque eu absolutamente me recuso a seguir ordens dos idiotas do Gus Hall (...) Espero partir daqui, se possível, em breve. Estou te escrevendo para ficar de prontidão para o caso de eu ser entregue ao FBI (...)

Com sinceridade, Rob.
Em 1965, Williams e sua esposa deixaram Cuba para se estabelecer na China, onde foi bem recebido. Eles viviam confortavelmente lá e ele associava-se a altos funcionários do governo chinês. Em janeiro de 1968, Conrad Lynn escreveu para incentivar Williams a retornar aos EUA, ao que Williams respondeu:
A única coisa que me impede de fazer um retorno imediato é a atual falta de garantia financeira adequada para uma luta contra a minha prisão e uma organização eficaz para despertar o povo.

Eu não acho que será sensato anunciar minha indicação e retorno imediato a menos que esse tipo de dinheiro esteja certamente disponível (...)
Lynn escreveu para Williams em uma carta de 24 de janeiro de 1968: "Você está certo em não voltar até que a situação financeira esteja garantida." Em novembro de 1969, Williams aparentemente havia se tornado desiludido com a esquerda estadunidense, como seu advogado notou em uma carta de 7 de novembro de 1969 a W. Haywood Burns, da Fundação de Defesa Legal:
Williams agora claramente assume a posição de que ele foi abandonado pela esquerda. Como e se ele encaixa organizações de militantes negros nessa categoria eu não sei. A estação de rádio Radio Free Europe lhe ofereceu pagamento para suas transmissões. Até agora ele recusou. Mas ele não excluiu a possibilidade de fazer um acordo com o governo ou com a extrema direita. Ele assume a posição de que tem o direito de fazer qualquer manobra para não ser preso por sequestro (...)
Williams era suspeito pelo Departamento de Justiça de querer preencher o vácuo de influência deixado após os assassinatos de seus amigos Malcolm X e Martin Luther King Jr. Hoover recebeu relatos de que os negros olhavam para Williams como uma figura semelhante a John Brown, o militante abolicionista que atacou uma instalação federal em Harper's Ferry antes da Guerra Civil Americana. As tentativas de Williams de contatar o governo dos EUA para retornar foram consistentemente rejeitadas.
Sua esposa Mabel Williams retornou primeiro, entrando nos Estados Unidos em setembro de 1969. Williams retornou via Londres, Inglaterra, chegando a Detroit, Michigan em 1969. Ele foi imediatamente preso e extraditado para a Carolina do Norte para julgamento por acusações de sequestro.
Williams foi julgado em Monroe, Carolina do Norte, em dezembro de 1975. O historiador Gwendolyn Midlo Hall presidiu seu comitê de defesa e uma ampla gama de esquerdistas chegou para apoiá-lo. O famoso advogado William Kunstler representou Williams no tribunal. O estado da Carolina do Norte desistiu de todas as acusações contra ele quase imediatamente.

## Morte
Williams morreu aos 71 anos de linfoma de Hodgkin em 15 de outubro de 1996. Ele vivia em Baldwin, Michigan. No seu funeral, Rosa Parks, a ativista conhecida por dar início aos boicotes contra os ônibus em Montgomery, Alabama, falou da alta consideração que Williams tinha por aqueles que marcharam pacificamente com King no Alabama. Parks fez a homenagem póstuma no funeral de Williams em 1996, elogiando-o por "sua coragem e por seu compromisso com a liberdade". Ela concluiu: "Os sacrifícios que ele fez, e o que ele fez, deveriam entrar na história e nunca serem esquecidos".
Williams deixou os netos Robert F. Williams III e Benjamin P. Williams, e sua nora, Melanie Williams. Sua esposa, Mabel, viveu por mais 18 anos após sua morte, morrendo em 19 de abril de 2014.